# 沃尔夫冈·施陶丁格
沃尔夫冈·施陶丁格（德語：Wolfgang Staudinger，1963年9月8日—），德国男子雪橇运动员。他曾代表西德参加1984年和1988年冬季奥林匹克运动会雪橇比赛，其中1988年冬季奥运会获得一枚铜牌。